# Ophioglossum arenarium
Ophioglossum arenarium là một loài dương xỉ trong họ Ophioglossaceae. Loài này được E. Britton mô tả khoa học đầu tiên năm 1897.
Danh pháp khoa học của loài này chưa được làm sáng tỏ. 